# Франтішек Главачек
Франтішек Главачек (26 листопада 1876, Славков-у-Брна — 15 жовтня 1974, Прага) — чеський політичний діяч, публіцист, перекладач, активний учасник боротьби проти фашистських окупантів в Чехословаччині.

## Біографія
Францішек Главачек народився 26 листопада у місті Славков Південно-Моравська область Чехія.
У 1899 р. закінчив  Празький університет.  
З 1898 року був секретарем Чеського торгового музею, через рік перейшов до Празької торгівельної палати, яку представляв за кордоном. У 1908 р. був секретарем Ювілейної виставки в Празі. Під час війни Францішек Главачек переїхав до Італії, де брав участь у створенні Чехословаччини.

## Політична діяльність
Після повернення до Праги через кілька років він став генеральним секретарем Чехословацької Республіки.
Був членом організацій опору, заарештований і в грудні 1944 року засуджений до 7 років ув'язнення.
Після війни Главачек присвятив себе подальшому сприянню міжслов'янським відносинам, писав статті для газет і журналів, розробляв лекції.
Главачек володів декількома мовами, саме тому він перекладав з російської, польської, болгарської, сербської, румунської, німецької а пізніше італійської мови.

## Перекладацька діяльність
Франтишек Главачек писав, що українська мова була першою слов'янською мовою, яку він вивчив самостійно у 6 класі гімназії. І поштовхом для цього було вивчення творчості І. Франка.
Главачек був активним пропагандистом і перекладачем української літератури.  Був особисто знайомий з І. Франком, В. Гнатюком, М. Павликом. У 1895 — 98 рр. в перекладі Главачека опубліковані твори І. Франка «До світла», «Два приятелі», «Між добрими людьми», «Свинська конституція», «Boa constrictor», Б. Грінченка та інших українських письменників.
Францішек Главачек є автором першої у Чехії грунтовної розвідки «Іван Франко» [журн. «Čas» («Час»), 1898], статей про Т. Шевченка, Марка Вовчка, Лесю Українку, М. Драгоманова.
Франтішек Главачек — перший перекладач творів Франка чеською мовою — писав: «глибоко зворушила мене його новела „На дні“. Франко мене нею зовсім полонив. Опис страхіть галицьких тюрем, опис політичного переслідування прогресивних людей, майстерне зображення тодішнього капіталістичного суспільства — все це пострясло наші молоді душі більше, ніж вісті про політичні промови і програми».
Друкував у чеській пресі статті про Т. Шевченка, Марка Вовчка, Лесю Українку, М. Драгоманова, висвітлював чес.-укр. культурні та літ. взаємини, рецензував праці чехословацьких україністів. Листувався з І. Франком, В. Гнатюком, опублікував їхнє листування та спогади про зустрічі з ними.

## Журналістська діяльність
З 1931 року працював вільним та незалежним журналістом. У чехословацькій та радянській пресі, наукових виданнях виходили статті й дослідження Главачека, присвячені українській літературі:
- «І. Франко і чеська та словацька молодь» (1956);
- «Моя подорож по Закарпатській Україні в 1896» (1957);
- «Декілька згадок про зустрічі з І. Франком» (1968)
- статті про В. Гнатюка, рецензії на праці радянських та чехословацьких україністів (М. Яценка, М. Мольнара та ін.).

## Нагороди
26 січня 1926 р. Главачек був нагороджений орденом «За заслуги».

## Використана література
- О. В. Мишанич. Главачек Франтішек // Енциклопедія сучасної України / ред. кол.: І. М. Дзюба [та ін.] ; НАН України, НТШ. — К. : Інститут енциклопедичних досліджень НАН України, 2006. — Т. 6 : Го — Гю. — С. ?. — ISBN 966-02-3966-1.
- Моторний В. А. Нова сторінка франкіани. «Українське літературознавство», 1968, в. 3.
- ГЛАВАЧЕК (Hlaváček) Франтішек // Українська літературна енциклопедія